# Duisburger General-Anzeiger
Der Duisburger General-Anzeiger war eine regionale Tageszeitung für das Rhein-Ruhr-Mündungsgebiet. Sie wurde im Oktober 1881 als „Duisburger Tageblatt“ mit dem Untertitel „General-Anzeiger“ gegründet und im September 1893 umbenannt. Dem Namen nach war die Zeitung das zweite „Tageblatt“, da bereits 1875 ein Vorläufer bestanden hatte.
Nach der Umbenennung nannte sich die Zeitung General-Anzeiger für Duisburg, Ruhrort und Umgebung. Es erschienen zwei Lokalausgaben, das Duisburger Tageblatt und der Ruhrorter Lokalanzeiger. Die Zeitung erschien täglich außer Sonntag, wobei die Samstagsausgabe als Beilage das Illustrierte Sonntagsblatt hatte. Die Zeitung erschien im Verlag Ferdinand Strunck in Duisburg. Um 1900 betrug die Auflage etwa 14.000 Exemplare.
1904 erwarb der Verleger Carl Lange die Zeitung, die in der Folge mit dem von ihm 1905 gegründeten Hamborner Generalanzeiger und 1904 gegründeten Oberhausener Generalanzeiger in dessen Verlag erschien. Nach Langes Tod wurde Carl Fincken Generalbevollmächtigter der Erben und 1925 alleiniger geschäftsführender Gesellschafter des Verlages. Um 1930 hatten die drei Tageszeitungen zusammen eine Auflage von etwa 75.000 Exemplaren.
Der Duisburger General-Anzeiger war ein neutral-bürgerliches Blatt. Es sprach mit seiner selbstbezeichneten Überparteilichkeit die unpolitische Masse der Bevölkerung an und hatte für Jahrzehnte die publizistische Vorherrschaft in Duisburg und der Umgegend.
Die Zeitung musste im Jahre 1966 aufgrund der Konkurrenz im Pressewesen aufgeben und  eingestellt werden. Die Rolle als auflagenstärkste Duisburger Tageszeitung übernahm in der Folge die in Essen verlegte Westdeutsche Allgemeine Zeitung.